# Klosterstraße 14 (Linz)

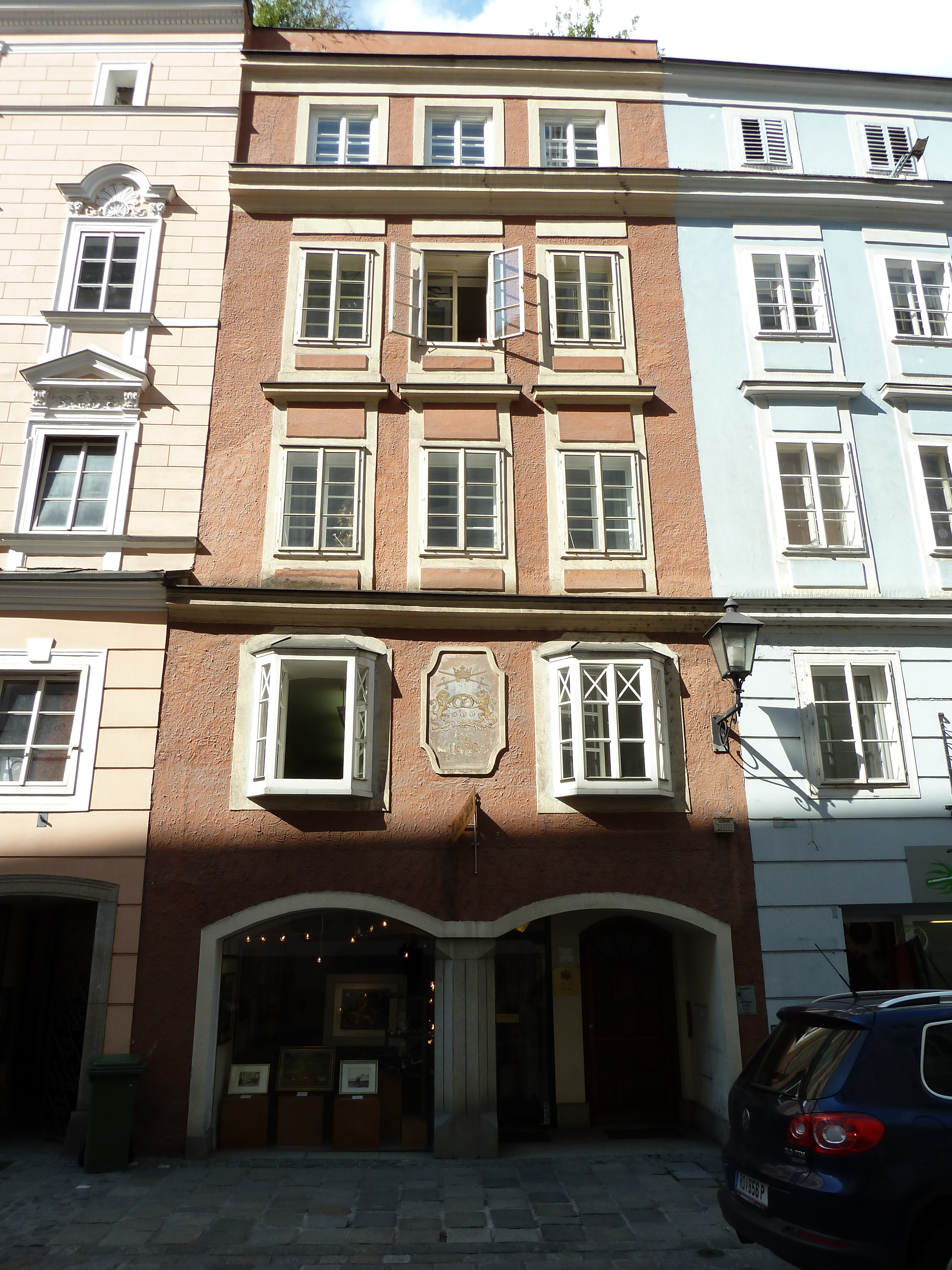
Klostergasse 14 in Linz

Das Wohn- und Geschäftshaus steht in der Klosterstraße Nr. 14 in der Linzer Altstadt der Stadtgemeinde Linz in Oberösterreich. Das Gebäude steht unter Denkmalschutz (Listeneintrag).

## Geschichte
Urkundlich wurde 1536 das Haus Klosterstraße 14 mit dem Haus Klostergasse 12 besitzmäßig verbunden genannt. Ab 1595 Nutzung als Bäckerhaus.
Das spätmittelalterliche Gebäude um 1500 wurde im dritten Drittel des 16. Jahrhunderts im Stil der Renaissance mit einem Arkadengang umgestaltet. Im 17./18. Jahrhundert wurde das Gebäude aufgestockt und barock verändert. Weitere Änderungen erfolgten wegen einem Brand 1800. 1863/1865 wurde das Gebäude innen adaptiert. 1928 erfolgte ein Dachgeschoßausbau.

## Architektur
Die tief gestreckte Dreiflügelanlage hat einen engen Innenhof. Die Fassade zeigt einen spätmittelalterlichen und wohl um 1800 untermauerten Breiterker mit zwei polygonalen Fenstern aus 1863/1865, dazwischen befindet sich ein hochrechteckiges gerahmtes Wandbild mit einem Bäckerzeichen mit der Inschrift Seit 1670. Die Fassadengliederung ab dem zweiten Obergeschoß aus 1800/1810 ist mit der Fassade des Hauses Nr. 12 ident.
Das Gebäudeinnere zeigt teils tonnengewölbte Seitenflure und flurparallele Freitreppen mit historistischen Gusseisengeländern aus 1863/1865. Im ersten und zweiten Obergeschoß gibt es Platzstuben mit verputzten Holzdecken auf Rüstbäumen teils mit barocken Stuckspiegeln. In den hofseitigen Räumen gibt es Stichkappentonnen und Kreuzgratgewölbe. Der ebenerdige Hof ist überdacht. Der Hofflügel als Verbindungsgang zum Hinterhaus hat in zwei Geschoßen Arkadengänge, im Erdgeschoß mit Rundbögen auf Renaissancepfeilern aus der dritten Drittel des 16. Jahrhunderts und darüber vermauerte Arkaden auf toskanischen Säulen, wobei nur eine Säule freigelegt wurde. Der Gang im ersten Obergeschoß ist kreuzgratgewölbt.